# Nyssus
Nyssus là một chi nhện trong họ Corinnidae.

## Các loài
- Nyssus albopunctatus (Hogg, 1896)
- Nyssus avidus (Thorell, 1881)
- Nyssus coloripes Walckenaer, 1805
- Nyssus emu Raven, 2015
- Nyssus insularis (L. Koch, 1873)
- Nyssus jaredwardeni Raven, 2015
- Nyssus jonraveni Raven, 2015
- Nyssus loureedi Raven, 2015
- Nyssus luteofinis Raven, 2015
- Nyssus paradoxus Raven, 2015
- Nyssus pseudomaculatus Raven, 2015
- Nyssus robertsi Raven, 2015
- Nyssus semifuscus Raven, 2015
- Nyssus wendyae Raven, 2015
- Nyssus yuggera Raven, 2015